# 헨리 틸먼
헨리 듀랜드 틸먼(영어: Henry Durand Tillman, 1960년 8월 1일~)은 미국의 전직 권투 선수이다. 1984년 하계 올림픽 남자 헤비급 종목에서 금메달을 획득했고 1984년에 프로로 전향하여 1992년까지 활동했다.